# Uncas Rugby Club
Uncas Rugby Club es un club en la ciudad de Tandil, Provincia de Buenos Aires,  Argentina. Su sede social y deportiva se encuentra en López de Osornio y Camino de los Manantiales.

## Historia

### Fundación
Fue fundado el 20 de junio de 1969 como un club de rugby por un grupo de personas pertenecientes a la empresa Metalúrgica Tandil, que encontraron en el rugby su pasatiempo preferido y fueron unos de los precursores de la actividad en el medio. 
Lo que nunca imaginaron aquel grupo de compañeros de trabajo, es que con el tiempo y en base al esfuerzo sin descanso de muchos dirigentes, se llegaría a contar con una institución grande y pujante, con un campo de deportes que es orgullo de los asociados, y que hoy además del rugby, se practica hockey y tenis.
Cuenta la historia que los molinos de viento que comenzó a construir en un pequeño taller Don Santiago Selvetti llevaron el nombre de Uncas, así como también las primeras tapas de cilindro que años después fundiría en Metalúrgica Tandil. Don Santiago lo bautizó así porque Uncas es el nombre del indio del libro El Último de los Mohicanos, cacique que lo cautivó por su coraje, guapeza y tesón, adoptándolo como emblema de sus primeros emprendimientos empresariales.
Desde aquel 1969 Uncas Rugby Club no ha dejado de participar en diferentes torneos locales, regionales y nacionales, siendo miembro de diversas asociaciones. 

### Origen del escudo de la institución
La anécdota cuenta que “teníamos club, cancha y salón pero nada que nos identificara ante otros equipos...” por eso, en agradecimiento a uno de los principales miembros fundadores, Don Camilo Domínguez, un grupo de jugadores idearon el escudo y se lo obsequiaron a Camilo. Así nació el “Pete Pata de Palo”.

### Historial de los presidentes
Aquí se encuentra un historial con los presidentes de del Club de Rugby Uncas.
| Número | Nombre y Apellido  | Periodo     |
| 1      | Jorge Hernández    | (1969-1973) |
| 2      | Jorge Isaac Melian | (1973-1974) |
| 3      | Jorge Hernández    | (1974-1978) |
| 4      | Miguel Juliaren    | (1978-1979) |
| 5      | José Luis Grill    | (1979-1993) |
| 6      | Carlos Miguens     | (1993-1995) |
| 7      | Mario Basso        | (1995-1997) |
| 8      | Mario Civalleri    | (1997-2001) |
| 9      | Vicente Pantusa    | (2001-2003) |
| 10     | Pablo Vulcano      | (2003-2005) |
| 11     | Saúl González      | (2005-2012) |
| 12     | Emilio Nicolini    | (2012-2015) |
| 12     | Ricardo Sorbi      | (2015- )    |

## Instalaciones
La infraestructura del club aprovecha las bellezas naturales del paisaje típico tandilense y la gran expansión de la ciudad en los últimos años ha dejado al club dentro de la planta urbana, lo que favorece la llegada a él, pero sin que se haya perdido la tranquilidad del íntimo contacto con la naturaleza.
La actualidad la encuentra con una importante masa societaria que disfruta de la infraestructura excepcional, cuenta con frondosa y añosa arboleda, enclavada en la planta urbana. 
Este espacio verde contiene a 2 canchas de Rugby y una para Hockey, que en 2 niveles tiene bandejas con 12 m de desnivel entre ambas le dan una arquitectura paisajística excepcional. Posee una pileta de natación con sectores para uso de camping, parrillas, solarium y quincho al igual que 3 canchas de paddle y un playón de usos múltiples. Las 8 canchas de tenis, también aprovechando el desnivel mencionado cambian el verde intenso que se vislumbra desde una vista aérea por el rojo intenso del ladrillo.

### Proyecto de Ampliación de Infraestructura Deportiva
Durante 2013 y 2014 el club ha estado ejecutando un plan de obras (que ya demandó una inversión de 240 mil pesos) para la remodelación del campo de deportes, con el objetivo de poder contar con dos canchas de rugby y una cancha hockey sobre césped sintético.

## Rugby
Uncas Rugby Club es miembro de la Unión de Rugby de Mar del Plata.

### Divisiones
El club cuenta con 6 divisiones competitivas: 
- Primera
- Intermedia
- M19
- M17
- M16
- M15

Categorías infantiles:
- Escuelita
- M7
- M8
- M9
- M10
- M11
- M12
- M13
- M14

### Campeonatos ganados
Los campeonatos ganados más importantes:
- 2018: Campeón  en Primera división del Torneo Regional Pampeano B.
- 2016: Campeón  en Primera división del Torneo Regional Pampeano C.
- 2013: Campeón invicto en Primera división del Torneo de Segunda de la Unión de Rugby de Mar del Plata.
- 2012: Campeón en Primera división del Torneo de Segunda de la Unión de Rugby de Mar del Plata (título compartido con Jockey Club de Mar del Plata).[3]
- 2009: Campeón en Primera (invicto) e Intermedia del Torneo de Segunda de la Unión de Rugby de Mar del Plata.[4]
- 2008: Campeón en Primera e Intermedia del Torneo Desarrollo de la Unión de Rugby de Mar del Plata.
- 2006: Campeón en Primera división del Torneo de Segunda de la Unión de Rugby de Mar del Plata.
- 1992: El equipo de primera división se coronó campeón del torneo oficial organizado por la Unión de Rugby del Centro de la Provincia de Buenos Aires, avalado por la Unión Argentina de Rugby.

Títulos en categorías juveniles:
- 1992: Campeón en la categoría menores de 19 años en el torneo oficial organizado por la Unión de Rugby del Centro de la Provincia de Buenos Aires, avalado por la Unión Argentina de Rugby.
- 1991: Campeón en la categoría menores de 18 años en el torneo oficial organizado por la Unión de Rugby del Centro de la Provincia de Buenos Aires, avalado por la Unión Argentina de Rugby.
- 1990: Campeón en la categoría menores de 17 años en el torneo oficial organizado por la Unión de Rugby del Centro de la Provincia de Buenos Aires, avalado por la Unión Argentina de Rugby.
- 1989: Campeón en la categoría menores de 16 años en el torneo oficial organizado por la Unión de Rugby del Centro de la Provincia de Buenos Aires, avalado por la Unión Argentina de Rugby.
- 1988: Campeón en la categoría menores de 15 años en el torneo oficial organizado por la Unión de Rugby del Centro de la Provincia de Buenos Aires, avalado por la Unión Argentina de Rugby.

#### Primer título en la URMDP y ascenso
En el año 2006 Uncas consiguió su primer campeonato tras el cambio de unión al ganarle la final por la categoría B a Villa Gesell RC en condición de visitante, con un tanteador final de 10–38. Tras esto tuvo la oportunidad de participar el torneo de reubicación quedando en el segundo puesto. Uncas R.C. por ello ascendió y durante el 2007 jugó en la categoría A.
El plantel que obtuvo este logro presentó en la final el siguiente equipo:
| - Javier Fitipaldi - Pedro Marzocca (capitán) - Augusto Exter - Emilio Nicolini - Guillermo Simi - Tomás Zaragoza - Mariano Mangudo - Leonel Iglesias | - Nicolás Sorbi - Mariano Di Lollo - Sabastián Rizzardi - Roberto Garijo - Matías Rodríguez - Diego Andreasen - Ignacio Villalba |

- Ingresaron: Lucas Ercolano; Nicolas Costanzo; Santiago Rizzardi; Diego Verbrugghe; Mariano Daglio; Sergio Rumbo; Nicolás Polifroni.
- Entrenadores: García y Rizzardi

## Hockey
En Uncas también se juega al hockey, tanto masculino como femenino, desde las categorías de "Escuelita" y las inferiores hasta la primera división. Su clásico rival en Tandil es el club Independiente, y todos los años juegan entre sí. Uncas tiene un muy buen nivel de hockey, y sus alumnos se divierten mucho.

## Tenis
El club Uncas cuenta con varias canchas de tenis, utilizadas para entrenamiento por su escuelita de tenis, como sede de diversos torneos de nivel nacional y también disponibles para alquiler de particulares.